# .sm
.sm je vrhovna internetska domena (country code top-level domain - ccTLD) za San Marino. Domenom upravlja Telecom Italia San Marino.

## Vanjske poveznice
- IANA .sm whois informacija  Arhivirana inačica izvorne stranice od 7. rujna 2008. (Wayback Machine)